# Stjärnjasminssläktet
Stjärnjasminssläktet (Trachelospermum) är ett släkte i familjen oleanderväxter med 15 arter. En art förekommer i Nordamerika och resten är från Asien. Några arter odlas som prydnadsväxter i varma länder. Stjärnjasmin (T. jasminoides) förekommer ibland som krukväxt i Sverige.

### Webbkällor
- Svensk Kulturväxtdatabas
- Flora of China - Trachelospermum